# Culicoides bancrofti
Culicoides bancrofti är en tvåvingeart som beskrevs av Lee och Reye 1953. Culicoides bancrofti ingår i släktet Culicoides och familjen svidknott. Inga underarter finns listade i Catalogue of Life.